# BIND
BIND (Berkeley Internet Name Domain, poprzednio: Berkeley Internet Name Daemon) – popularny serwer (demon) DNS. Został stworzony przez Paula Vixie w roku 1988 podczas jego pracy w DEC. BIND jest jednym z najpopularniejszych serwerów DNS wykorzystywanym w systemach Linux i Unix. BIND stanowi ważny składnik zapewniający poprawne działanie systemu nazw w Internecie. Wielu użytkowników globalnej sieci bezwiednie korzysta z serwera BIND, kiedy ich przeglądarka WWW odpytuje go o adres IP komputera udostępniającego interesującą ich stronę internetową.

## Historia
Przestarzała już w 2001 wersja BIND 9 została napisana w 2000, aby rozwiązać część problemów poprzednich wydań tego programu. Zapewniono obsługę rozszerzeń bezpieczeństwa (ang. DNS Security Extensions), dodano obsługę rekordów TSIG (uwierzytelnianie kryptograficzne), powiadomień DNS, nsupdate (ułatwiona aktualizacja rekordów DNS), IPv6, czyszczenie rekordów rndc (ang. rndc flush), widoków, pracy wieloprocesorowej oraz poprawiono poziom przenośności kodu między różnymi platformami.
BIND był rozwijany od wczesnych lat 80. XX wieku w ramach projektów DARPA. W połowie dekady pracę nad serwerem przejęła korporacja DEC. Jednym z jej pracowników biorących udział w projektowaniu BIND-a był Paul Vixie, który kontynuował swoją pracę po opuszczeniu tej firmy. Potem stał się jednym z założycieli ISC (ang. Internet Software Consortium), organizacji zarządzającej standardami Internetu, która przejęła prace nad dalszym rozwojem BIND-a. BIND 9 powstał podczas realizacji kilku komercyjnych oraz wojskowych projektów. Firmy wykorzystujące Uniksa chciały zapewnić, aby BIND był ciągle konkurencyjny względem serwerów DNS sprzedawanych przez Microsoft. Rozwój protokołu DNSSEC był wspierany przez wojsko USA, które chciało zwiększyć bezpieczeństwo systemu nazw.
BIND powstał w czasach, kiedy z Internetu korzystali wyłącznie naukowcy i nikomu nie śniło się, że w sieci mogą znaleźć się miliony ludzi. Bezpieczeństwo zostało zaniedbane podobnie jak w aplikacji sendmail czy serwerach FTP. Kiedy okazało się, że cyberprzestępcy wykorzystują luki w BIND-ie do ataków, to konieczne stało się ciągłe poprawianie serwera. Wersje od BIND 4 do BIND 8 zawierały w sobie szereg błędów, które mogli wykorzystać komputerowi włamywacze. BIND 9 powstał od zera, aby skończyć z tymi problemami. Jednak duży zasób dostępnych funkcji może stać się problemem dla wielu administratorów niebędących w stanie poprawnie go skonfigurować, co może zagrozić bezpieczeństwu sieci.